# Campeonato Uruguayo de Segunda División 2021
El Campeonato Uruguayo de Segunda División Profesional de 2021 fue la edición 80º del torneo de Segunda División organizado por la AUF, correspondiente al año 2021. El torneo lleva como nombre 100 años de Uruguay Montevideo.
La edición de este año es peculiar por la cantidad de equipos importantes participando de ella. Se encuentran 4 de los 9 campeones uruguayos: Danubio (4 veces), Defensor (4), Rampla (1) y Central (1). Además están 6 de los 11 equipos que más participaron en Primera División: Defensor (94 veces), Cerro (75), Danubio (71), Rampla (71), Central (64) y Racing (53). Como novedad y recalcando la importancia de los equipos participantes: Defensor no participaba en esta categoría desde el año 1965 (estuvo participando 56 ediciones consecutivas en Primera) y Danubio no lo hacía desde el año 1970 (51 ediciones consecutivas en Primera).
El torneo se disputó íntegramente en el Estadio Charrúa (excepto un partido en el Complejo Rentistas), y no contó con público en las tribunas (en principio a causa de la pandemia de covid-19, luego por una cuestión reglamentaria por la cual el Charrúa está inhabilitado para recibir espectadores debido a la ausencia de alambrado perimetral).

## Sistema de disputa
El sistema consiste en un torneo anual disputado en dos rondas todos contra todos.
El primer lugar de la clasificación será el campeón de la Segunda División de la temporada, y accederá al ascenso a Primera División, junto con el segundo lugar. Para determinar el tercer ascenso, se realizarán unos play offs entre el tercero y el sexto lugar.
A su vez, habrá un descenso directo a la Primera División Amateur 2022 que será para el club que finalice en la última posición de la Tabla del Descenso (conformada por promedios entre puntos obtenidos y partidos jugados en el torneo actual y la edición 2020), mientras que el penúltimo disputará una promoción con el subcampeón de la Primera División Amateur 2021.

## Equipos participantes

### Ascensos y descensos
| Club              | Descendido como                               |
| ----------------- | --------------------------------------------- |
| Defensor Sporting | 14.º Tabla del descenso Primera División 2020 |
| Danubio           | 15.º Tabla del descenso Primera División 2020 |
| Cerro             | 16.º Tabla del descenso Primera División 2020 |

| Club               | Ascendido como                        |
| ------------------ | ------------------------------------- |
| Uruguay Montevideo | Campeón Primera División Amateur 2020 |

| Club           | Ascendido como                         |
| -------------- | -------------------------------------- |
| Cerrito        | Campeón Segunda División 2020          |
| Villa Española | Subcampeón Segunda División 2020       |
| Sud América    | Ganador Play-Off Segunda División 2020 |

| Club       | Descendido como                               |
| ---------- | --------------------------------------------- |
| Tacuarembó | 12.º Tabla del descenso Segunda División 2020 |

### Información de equipos
Datos hasta antes del inicio del torneo. Todos los datos estadísticos corresponden únicamente a los Campeonatos Uruguayos organizados por la Asociación Uruguaya de Fútbol. Las fechas de fundación de los equipos son las declaradas por los propios clubes implicados.
Para los resultados completos de todas las temporadas de la segunda divisional anteriores a la Segunda División Profesional, véase Segunda categoría de fútbol en Uruguay.
| Equipo             | Ciudad      | Estadio         | Capacidad      | Fundación               | Temporadas | Temp. Consecutivas | Títulos | Indumentaria | 2020 |
| ------------------ | ----------- | --------------- | -------------- | ----------------------- | ---------- | ------------------ | ------- | ------------ | ---- |
| Albion             | Montevideo  | Estadio Charrúa | 0 espectadores | 1 de junio de 1891      | 4          | 4                  | —       | Mgr Sport    | 11.º |
| Atenas             | San Carlos  | Estadio Charrúa | 0 espectadores | 1 de mayo de 1928       | 18         | 3                  | —       | Hummel       | 10.º |
| Central Español    | Montevideo  | Estadio Charrúa | 0 espectadores | 5 de enero de 1905      | 44         | 9                  | 3       | Legea        | 7.º  |
| Cerro              | Montevideo  | Estadio Charrúa | 0 espectadores | 1 de diciembre de 1922  | 8          | 1                  | 2       | Luanvi       |      |
| Danubio            | Montevideo  | Estadio Charrúa | 0 espectadores | 1 de marzo de 1932      | 7          | 1                  | 3       | Umbro        |      |
| Defensor Sporting  | Montevideo  | Estadio Charrúa | 0 espectadores | 15 de marzo de 1913     | 3          | 1                  | 2       | Puma         |      |
| Juventud           | Las Piedras | Estadio Charrúa | 0 espectadores | 24 de diciembre de 1935 | 14         | 2                  | 1       | 1935         | 5.º  |
| Racing             | Montevideo  | Estadio Charrúa | 0 espectadores | 6 de abril de 1919      | 44         | 2                  | 5       | Macron       | 6.º  |
| Rampla Juniors     | Montevideo  | Estadio Charrúa | 0 espectadores | 7 de enero de 1914      | 32         | 2                  | 4       | Starbade     | 4.º  |
| Rocha              | Rocha       | Estadio Charrúa | 0 espectadores | 1 de agosto de 1999     | 13         | 2                  | —       | FANÁTICOS    | 8.º  |
| Uruguay Montevideo | Montevideo  | Estadio Charrúa | 0 espectadores | 5 de enero de 1921      | 26         | 1                  | —       | Nass         |      |
| Villa Teresa       | Montevideo  | Estadio Charrúa | 0 espectadores | 1 de junio de 1941      | 17         | 6                  | —       | Matgeor      | 9.º  |

#### Entrenadores
| Equipo             | Entrenador inicial                                  | Entrenador sustituto                                             |
| ------------------ | --------------------------------------------------- | ---------------------------------------------------------------- |
| Albion             | Darlyn Gayol                                        | Darlyn Gayol                                                     |
| Atenas             | Diego Forlán (12 partidos / hasta 12da fecha )      | Christian Giménez                                                |
| Central Español    | Mario Szlafmyc                                      | Mario Szlafmyc                                                   |
| Cerro              | Rolando Carlen (6 partidos / hasta 6.ª fecha)       | Walter Pandiani                                                  |
| Danubio            | Leonardo Ramos (11 partidos / hasta 11.ª fecha)     | Jorge Fossati                                                    |
| Defensor Sporting  | Eduardo Acevedo (8 partidos / hasta 8.ª fecha)      | Leonel Rocco (11 partidos / hasta 19.ª fecha) Héctor Rodríguez   |
| Juventud           | Alejandro Apud                                      | Alejandro Apud                                                   |
| Racing             | Damián Santín                                       | Damián Santín                                                    |
| Rampla Juniors     | Rubén Silva (5 partidos / hasta 5.ª fecha)          | Javier Benia (6 partidos / hasta 11.ª fecha) Julio César Antúnez |
| Rocha              | Ramiro Martínez (9 partidos / hasta 9.ª fecha)      | Bruno Piano                                                      |
| Uruguay Montevideo | Gastón de los Santos (3 partidos / hasta 3.ª fecha) | Nicolás Vigneri                                                  |
| Villa Teresa       | Edgardo Arias (7 partidos / hasta 7.ª fecha)        | Carlos Rodao                                                     |

## Clasificación
| Pos. | Equipo                | Pts. | PJ | G  | E | P  | GF | GC | Dif. |  |
| ---- | --------------------- | ---- | -- | -- | - | -- | -- | -- | ---- |  |
| 1    | Albion (C, A)         | 44   | 22 | 13 | 5 | 4  | 31 | 18 | +13  |  |
| 2    | Danubio (A)           | 41   | 22 | 12 | 5 | 5  | 24 | 14 | +10  |  |
| 3    | Racing                | 38   | 22 | 10 | 8 | 4  | 27 | 16 | +11  |  |
| 4    | Defensor Sporting (A) | 37   | 22 | 11 | 4 | 7  | 33 | 21 | +12  |  |
| 5    | Cerro                 | 37   | 22 | 10 | 7 | 5  | 26 | 20 | +6   |  |
| 6    | Central Español       | 33   | 22 | 9  | 6 | 7  | 29 | 29 | 0    |  |
| 7    | Juventud              | 29   | 22 | 8  | 5 | 9  | 27 | 27 | 0    |  |
| 8    | Uruguay Montevideo    | 25   | 22 | 7  | 4 | 11 | 21 | 27 | −6   |  |
| 9    | Atenas                | 24   | 22 | 5  | 9 | 8  | 20 | 17 | +3   |  |
| 10   | Rampla Juniors        | 21   | 22 | 5  | 6 | 11 | 14 | 32 | −18  |  |
| 11   | Villa Teresa          | 18   | 22 | 4  | 6 | 12 | 17 | 32 | −15  |  |
| 12   | Rocha                 | 15   | 22 | 4  | 3 | 15 | 20 | 36 | −16  |  |

Actualizado a los partidos jugados el 24 de noviembre de 2021.
 Fuente: AUF
|  | Campeón. Asciende a Campeonato Uruguayo de Primera División 2022.    |
|  | Subcampeón. Asciende a Campeonato Uruguayo de Primera División 2022. |
|  | Clasificados a los playoffs por el tercer ascenso.                   |

## Evolución de la clasificación
- Actualizado al 23 de noviembre de 2021

| Equipo \ Jornadas  | 01 | 02 | 03 | 04 | 05 | 06 | 07 | 08 | 09 | 10 | 11 | 12 | 13 | 14 | 15 | 16 | 17 | 18 | 19 | 20 | 21 | 22 |
| ------------------ | -- | -- | -- | -- | -- | -- | -- | -- | -- | -- | -- | -- | -- | -- | -- | -- | -- | -- | -- | -- | -- | -- |
| Albion             | 10 | 7  | 6  | 5  | 8  | 7  | 5  | 3  | 4  | 2  | 2  | 3  | 3  | 2  | 2  | 1  | 1  | 1  | 1  | 1  | 1  | 1  |
| Atenas             | 6  | 11 | 11 | 10 | 6  | 3  | 6  | 7  | 6  | 5  | 6  | 6  | 6  | 5  | 6  | 7  | 8  | 9  | 9  | 9  | 9  | 9  |
| Central Español    | 8  | 10 | 5  | 9  | 5  | 9  | 10 | 9  | 8  | 10 | 10 | 10 | 9  | 9  | 9  | 9  | 7  | 8  | 7  | 7  | 6  | 6  |
| Cerro              | 2  | 2  | 7  | 6  | 7  | 8  | 9  | 10 | 10 | 9  | 7  | 7  | 8  | 8  | 5  | 5  | 6  | 5  | 4  | 5  | 5  | 5  |
| Danubio            | 7  | 3  | 9  | 4  | 2  | 2  | 2  | 4  | 2  | 3  | 5  | 5  | 4  | 4  | 3  | 3  | 3  | 2  | 2  | 2  | 2  | 2  |
| Defensor Sporting  | 3  | 4  | 3  | 3  | 4  | 6  | 4  | 6  | 5  | 4  | 3  | 2  | 2  | 3  | 4  | 4  | 4  | 4  | 5  | 4  | 3  | 4  |
| Juventud           | 1  | 5  | 2  | 2  | 3  | 4  | 3  | 2  | 3  | 6  | 4  | 4  | 5  | 7  | 7  | 6  | 5  | 6  | 6  | 6  | 7  | 7  |
| Racing             | 4  | 1  | 1  | 1  | 1  | 1  | 1  | 1  | 1  | 1  | 1  | 1  | 1  | 1  | 1  | 2  | 2  | 3  | 3  | 3  | 4  | 3  |
| Rampla Juniors     | 5  | 9  | 4  | 7  | 10 | 11 | 11 | 11 | 11 | 11 | 11 | 9  | 10 | 10 | 10 | 10 | 10 | 10 | 10 | 10 | 10 | 10 |
| Rocha              | 9  | 6  | 8  | 8  | 9  | 5  | 7  | 5  | 7  | 8  | 9  | 11 | 11 | 11 | 11 | 11 | 11 | 12 | 12 | 12 | 12 | 12 |
| Uruguay Montevideo | 11 | 12 | 12 | 12 | 11 | 12 | 8  | 8  | 9  | 7  | 8  | 8  | 7  | 6  | 8  | 8  | 9  | 7  | 8  | 8  | 8  | 8  |
| Villa Teresa       | 12 | 8  | 10 | 11 | 12 | 10 | 12 | 12 | 12 | 12 | 12 | 12 | 12 | 12 | 12 | 12 | 12 | 11 | 11 | 11 | 11 | 11 |

Fuente: AUF

## Fixture
- El fixture se sorteó el jueves 20 de mayo de 2021 a las 20 horas.
- La mayor parte de los encuentros se jugaran en el Estadio Charrúa salvo los clásicos que los equipos jugarán de local en sus Estadios.

### Primera Rueda
Fuente:
| Villa Teresa      | 1:3 | Juventud           | Estadio Charrúa | 1 de junio | 17:15 |
| Albion            | 1:2 | Cerro              | Estadio Charrúa | 1 de junio | 19:30 |
| Racing            | 1:0 | Uruguay Montevideo | Estadio Charrúa | 1 de junio | 21:45 |
| Central Español   | 0:0 | Danubio            | Estadio Charrúa | 2 de junio | 12:15 |
| Atenas            | 1:1 | Rampla Juniors     | Estadio Charrúa | 3 de junio | 12:15 |
| Defensor Sporting | 2:1 | Rocha              | Estadio Charrúa | 3 de junio | 14:30 |

| Juventud           | 1:2 | Albion            | Estadio Charrúa | 9 de junio  | 17:15 |
| Uruguay Montevideo | 2:3 | Villa Teresa      | Estadio Charrúa | 9 de junio  | 19:30 |
| Rampla Juniors     | 2:2 | Racing            | Estadio Charrúa | 10 de junio | 15:15 |
| Rocha              | 3:2 | Central Español   | Estadio Charrúa | 10 de junio | 17:30 |
| Cerro              | 0:0 | Defensor Sporting | Estadio Charrúa | 10 de junio | 19:45 |
| Danubio            | 2:1 | Atenas            | Estadio Charrúa | 15 de junio | 19:00 |

| Juventud        | 1:0 | Uruguay Montevideo | Estadio Charrúa | 15 de junio | 21:15 |
| Villa Teresa    | 0:1 | Rampla Juniors     | Estadio Charrúa | 16 de junio | 12:30 |
| Albion          | 2:2 | Defensor Sporting  | Estadio Charrúa | 16 de junio | 17:15 |
| Central Español | 3:2 | Cerro              | Estadio Charrúa | 16 de junio | 19:30 |
| Atenas          | 0:0 | Rocha              | Estadio Charrúa | 20 de junio | 10:30 |
| Racing          | 2:1 | Danubio            | Estadio Charrúa | 20 de junio | 12:45 |

| Uruguay Montevideo | 2:2 | Albion          | Estadio Charrúa | 25 de junio | 12:00 |
| Rampla Juniors     | 0:2 | Juventud        | Estadio Charrúa | 25 de junio | 14:15 |
| Rocha              | 2:3 | Racing          | Estadio Charrúa | 25 de junio | 16:30 |
| Cerro              | 1:1 | Atenas          | Estadio Charrúa | 25 de junio | 18:45 |
| Defensor Sporting  | 4:0 | Central Español | Estadio Charrúa | 25 de junio | 21:00 |
| Danubio            | 1:0 | Villa Teresa    | Estadio Charrúa | 26 de junio | 12:30 |

| Albion             | 1:2 | Central Español   | Estadio Charrúa | 30 de junio | 18:00 |
| Racing             | 0:0 | Cerro             | Estadio Charrúa | 30 de junio | 20:15 |
| Atenas             | 2:0 | Defensor Sporting | Estadio Charrúa | 1 de julio  | 14:00 |
| Villa Teresa       | 2:2 | Rocha             | Estadio Charrúa | 1 de julio  | 16:15 |
| Juventud           | 0:1 | Danubio           | Estadio Charrúa | 1 de julio  | 18:30 |
| Uruguay Montevideo | 2:0 | Rampla Juniors    | Estadio Charrúa | 1 de julio  | 20:45 |

| Central Español   | 0:3 | Atenas             | Estadio Charrúa | 7 de julio | 18:00 |
| Cerro             | 1:1 | Villa Teresa       | Estadio Charrúa | 7 de julio | 20:15 |
| Danubio           | 1:0 | Uruguay Montevideo | Estadio Charrúa | 8 de julio | 14:00 |
| Rampla Juniors    | 0:1 | Albion             | Estadio Charrúa | 8 de julio | 16:15 |
| Rocha             | 2:1 | Juventud           | Estadio Charrúa | 8 de julio | 18:30 |
| Defensor Sporting | 1:4 | Racing             | Estadio Charrúa | 8 de julio | 20:45 |

| Uruguay Montevideo | 2:1 | Rocha             | Estadio Charrúa | 14 de julio | 18:00 |
| Juventud           | 3:1 | Cerro             | Estadio Charrúa | 14 de julio | 20:30 |
| Albion             | 1:0 | Atenas            | Estadio Charrúa | 15 de julio | 11:45 |
| Villa Teresa       | 0:2 | Defensor Sporting | Estadio Charrúa | 15 de julio | 14:15 |
| Racing             | 1:0 | Central Español   | Estadio Charrúa | 15 de julio | 16:45 |
| Rampla Juniors     | 0:0 | Danubio           | Estadio Charrúa | 15 de julio | 19:15 |

| Cerro             | 0:1 | Uruguay Montevideo | Estadio Charrúa    | 21 de julio | 18:00 |
| Defensor Sporting | 1:2 | Juventud           | Estadio Charrúa    | 21 de julio | 20:30 |
| Atenas            | 0:0 | Racing             | Estadio Charrúa    | 22 de julio | 14:15 |
| Danubio           | 0:2 | Albion             | Estadio Charrúa    | 22 de julio | 16:45 |
| Rocha             | 2:0 | Rampla Juniors     | Estadio Charrúa    | 22 de julio | 19:15 |
| Central Español   | 2:1 | Villa Teresa       | Complejo Rentistas | 24 de julio | 12:45 |

| Uruguay Montevideo | 0:2 | Defensor Sporting | Estadio Charrúa | 28 de julio | 18:00 |
| Albion             | 0:0 | Racing            | Estadio Charrúa | 28 de julio | 20:30 |
| Danubio            | 1:0 | Rocha             | Estadio Charrúa | 29 de julio | 15:30 |
| Juventud           | 1:1 | Central Español   | Estadio Charrúa | 29 de julio | 18:00 |
| Villa Teresa       | 0:3 | Atenas            | Estadio Charrúa | 29 de julio | 20:30 |
| Rampla Juniors     | 0:1 | Cerro             | Estadio Charrúa | 31 de julio | 11:45 |

| Rocha             | 0:2 | Albion             | Estadio Charrúa | 4 de agosto | 17:30 |
| Central Español   | 1:3 | Uruguay Montevideo | Estadio Charrúa | 5 de agosto | 12:30 |
| Defensor Sporting | 1:0 | Rampla Juniors     | Estadio Charrúa | 5 de agosto | 15:00 |
| Atenas            | 4:1 | Juventud           | Estadio Charrúa | 5 de agosto | 17:30 |
| Cerro             | 1:1 | Danubio            | Estadio Charrúa | 5 de agosto | 20:00 |
| Racing            | 2:0 | Villa Teresa       | Estadio Charrúa | 7 de agosto | 17:15 |

| Rampla Juniors     | 2:1 | Central Español   | Estadio Charrúa | 12 de agosto | 13:00 |
| Uruguay Montevideo | 0:0 | Atenas            | Estadio Charrúa | 12 de agosto | 15:30 |
| Rocha              | 1:3 | Cerro             | Estadio Charrúa | 12 de agosto | 18:00 |
| Juventud           | 2:0 | Racing            | Estadio Charrúa | 12 de agosto | 20:30 |
| Albion             | 2:0 | Villa Teresa      | Estadio Charrúa | 14 de agosto | 13:15 |
| Danubio            | 0:1 | Defensor Sporting | Estadio Charrúa | 14 de agosto | 16:00 |

### Segunda Rueda
Fuente:
| Rampla Juniors     | 2:1 | Atenas            | Estadio Charrúa | 15 de septiembre | 16:00 |
| Danubio            | 1:1 | Central Español   | Estadio Charrúa | 15 de septiembre | 18:30 |
| Uruguay Montevideo | 1:2 | Racing            | Estadio Charrúa | 15 de septiembre | 21:00 |
| Juventud           | 1:2 | Villa Teresa      | Estadio Charrúa | 16 de septiembre | 16:00 |
| Rocha              | 1:2 | Defensor Sporting | Estadio Charrúa | 16 de septiembre | 18:30 |
| Cerro              | 1:0 | Albion            | Estadio Charrúa | 16 de septiembre | 21:00 |

| Villa Teresa      | 0:1 | Uruguay Montevideo | Estadio Charrúa | 21 de septiembre | 16:00 |
| Atenas            | 0:2 | Danubio            | Estadio Charrúa | 21 de septiembre | 18:30 |
| Racing            | 2:0 | Rampla Juniors     | Estadio Charrúa | 21 de septiembre | 21:00 |
| Albion            | 1:0 | Juventud           | Estadio Charrúa | 22 de septiembre | 16:00 |
| Central Español   | 1:0 | Rocha              | Estadio Charrúa | 22 de septiembre | 18:30 |
| Defensor Sporting | 2:0 | Cerro              | Estadio Charrúa | 22 de septiembre | 21:00 |

| Uruguay Montevideo | 1:0 | Juventud        | Estadio Charrúa | 28 de septiembre | 16:30 |
| Cerro              | 0:0 | Central Español | Estadio Charrúa | 28 de septiembre | 19:00 |
| Danubio            | 2:0 | Racing          | Estadio Charrúa | 28 de septiembre | 21:30 |
| Rampla Juniors     | 0:0 | Villa Teresa    | Estadio Charrúa | 29 de septiembre | 16:30 |
| Rocha              | 0:1 | Atenas          | Estadio Charrúa | 29 de septiembre | 19:00 |
| Defensor Sporting  | 0:1 | Albion          | Estadio Charrúa | 29 de septiembre | 21:30 |

| Albion          | 1:0 | Uruguay Montevideo | Estadio Charrúa | 4 de octubre | 16:00 |
| Atenas          | 1:2 | Cerro              | Estadio Charrúa | 4 de octubre | 18:30 |
| Central Español | 1:0 | Defensor Sporting  | Estadio Charrúa | 4 de octubre | 21:00 |
| Juventud        | 1:1 | Rampla Juniors     | Estadio Charrúa | 5 de octubre | 16:00 |
| Villa Teresa    | 0:2 | Danubio            | Estadio Charrúa | 5 de octubre | 18:30 |
| Racing          | 3:0 | Rocha              | Estadio Charrúa | 5 de octubre | 21:00 |

| Central Español   | 3:4 | Albion             | Estadio Charrúa | 11 de octubre | 19:00 |
| Defensor Sporting | 1:1 | Atenas             | Estadio Charrúa | 11 de octubre | 21:30 |
| Rampla Juniors    | 1:1 | Uruguay Montevideo | Estadio Charrúa | 12 de octubre | 19:00 |
| Danubio           | 0:1 | Juventud           | Estadio Charrúa | 12 de octubre | 21:30 |
| Rocha             | 1:1 | Villa Teresa       | Estadio Charrúa | 13 de octubre | 19:00 |
| Cerro             | 1:0 | Racing             | Estadio Charrúa | 13 de octubre | 21:30 |

| Atenas             | 0:1 | Central Español   | Estadio Charrúa | 18 de octubre | 17:15 |
| Uruguay Montevideo | 2:3 | Danubio           | Estadio Charrúa | 18 de octubre | 19:45 |
| Albion             | 2:0 | Rampla Juniors    | Estadio Charrúa | 18 de octubre | 22:15 |
| Juventud           | 1:0 | Rocha             | Estadio Charrúa | 19 de octubre | 17:15 |
| Villa Teresa       | 1:2 | Cerro             | Estadio Charrúa | 19 de octubre | 19:45 |
| Racing             | 0:1 | Defensor Sporting | Estadio Charrúa | 19 de octubre | 22:15 |

| Rocha             | 1:2 | Uruguay Montevideo | Estadio Charrúa | 27 de octubre | 16:30 |
| Danubio           | 2:0 | Rampla Juniors     | Estadio Charrúa | 27 de octubre | 19:00 |
| Atenas            | 1:2 | Albion             | Estadio Charrúa | 27 de octubre | 21:30 |
| Defensor Sporting | 1:2 | Villa Teresa       | Estadio Charrúa | 28 de octubre | 16:30 |
| Cerro             | 2:1 | Juventud           | Estadio Charrúa | 28 de octubre | 19:00 |
| Central Español   | 1:1 | Racing             | Estadio Charrúa | 28 de octubre | 21:30 |

| Rampla Juniors     | 2:1 | Rocha             | Estadio Charrúa | 1 de noviembre | 17:15 |
| Albion             | 2:1 | Danubio           | Estadio Charrúa | 1 de noviembre | 19:45 |
| Racing             | 0:0 | Atenas            | Estadio Charrúa | 1 de noviembre | 22:15 |
| Villa Teresa       | 1:2 | Central Español   | Estadio Charrúa | 2 de noviembre | 17:15 |
| Juventud           | 3:3 | Defensor Sporting | Estadio Charrúa | 2 de noviembre | 19:45 |
| Uruguay Montevideo | 1:2 | Cerro             | Estadio Charrúa | 2 de noviembre | 22:15 |

| Racing            | 1:1 | Albion             | Estadio Charrúa | 9 de noviembre  | 17:15 |
| Atenas            | 0:1 | Villa Teresa       | Estadio Charrúa | 9 de noviembre  | 19:45 |
| Rocha             | 1:2 | Danubio            | Estadio Charrúa | 9 de noviembre  | 22:15 |
| Central Español   | 1:1 | Juventud           | Estadio Charrúa | 10 de noviembre | 9:45  |
| Defensor Sporting | 2:0 | Uruguay Montevideo | Estadio Charrúa | 10 de noviembre | 18:00 |
| Cerro             | 1:2 | Rampla Juniors     | Estadio Charrúa | 10 de noviembre | 20:30 |

| Villa Teresa       | 0:0 | Racing            | Estadio Charrúa | 17 de noviembre | 17:15 |
| Juventud           | 0:0 | Atenas            | Estadio Charrúa | 17 de noviembre | 19:45 |
| Danubio            | 0:0 | Cerro             | Estadio Charrúa | 17 de noviembre | 22:15 |
| Rampla Juniors     | 0:5 | Defensor Sporting | Estadio Charrúa | 18 de noviembre | 9:45  |
| Albion (C)         | 0:1 | Rocha             | Estadio Charrúa | 18 de noviembre | 16:30 |
| Uruguay Montevideo | 0:3 | Central Español   | Estadio Charrúa | 18 de noviembre | 19:00 |

| Atenas            | 0:0 | Uruguay Montevideo | Estadio Charrúa | 23 de noviembre | 17:15 |
| Racing            | 3:1 | Juventud           | Estadio Charrúa | 23 de noviembre | 19:45 |
| Defensor Sporting | 0:1 | Danubio            | Estadio Charrúa | 23 de noviembre | 22:15 |
| Cerro             | 3:0 | Rocha              | Estadio Charrúa | 24 de noviembre | 17:15 |
| Villa Teresa      | 1:1 | Albion             | Estadio Charrúa | 24 de noviembre | 19:45 |
| Central Español   | 3:0 | Rampla Juniors     | Estadio Charrúa | 24 de noviembre | 22:15 |

### Campeón
|                                                                |
| Bandera de Uruguay                                             |
| Campeón Uruguayo de Segunda División 2021 Albion FC 1.º título |

## Play-Offs

### Clasificados
- Central Español
- Cerro
- Defensor Sporting
- Racing

### Cuadro
|  | Semifinales                                                   | Semifinales                                                   | Semifinales                                                   |   |        | Final                                                        | Final                                                        | Final                                                        |  |
|  | 30 de noviembre de 2021 (ida) 3 de diciembre de 2021 (vuelta) | 30 de noviembre de 2021 (ida) 3 de diciembre de 2021 (vuelta) | 30 de noviembre de 2021 (ida) 3 de diciembre de 2021 (vuelta) |   |        | 6 de diciembre de 2021 (ida) 9 de diciembre de 2021 (vuelta) | 6 de diciembre de 2021 (ida) 9 de diciembre de 2021 (vuelta) | 6 de diciembre de 2021 (ida) 9 de diciembre de 2021 (vuelta) |  |
|  |                                                               |                                                               |                                                               |   |        |                                                              |                                                              |                                                              |  |
|  |                                                               |                                                               |                                                               |   |        |                                                              |                                                              |                                                              |  |
|  | Racing                                                        | 0                                                             | 1                                                             |   |        |                                                              |                                                              |                                                              |  |
|  | Racing                                                        | 0                                                             | 1                                                             |   |        |                                                              |                                                              |                                                              |  |
|  | Central Español                                               | 0                                                             | 1                                                             |   |        |                                                              |                                                              |                                                              |  |
|  | Central Español                                               | 0                                                             | 1                                                             |   | Racing | 0                                                            | 0                                                            |                                                              |  |
|  |                                                               |                                                               |                                                               |   | Racing | 0                                                            | 0                                                            |                                                              |  |
|  |                                                               |                                                               | Defensor Sporting                                             | 3 | 0      |                                                              |                                                              |                                                              |  |
|  | Defensor Sporting                                             | 2                                                             | Defensor Sporting                                             | 3 | 0      | 0                                                            |                                                              |                                                              |  |
|  | Defensor Sporting                                             | 2                                                             |                                                               |   |        | 0                                                            |                                                              |                                                              |  |
|  | Cerro                                                         | 1                                                             | 1                                                             |   |        |                                                              |                                                              |                                                              |  |
|  | Cerro                                                         | 1                                                             | 1                                                             |   |        |                                                              |                                                              |                                                              |  |
|  |                                                               |                                                               |                                                               |   |        |                                                              |                                                              |                                                              |  |

### Semifinales
| 30 de noviembre, 19:00 | Cerro               | 1:2 (1:1) | Defensor Sporting                         | Estadio Charrúa, Montevideo |  |
|                        | Christian Núñez 35' |           | 7' (a.g.) Darío Denis · 50' Alan Matturro |                             |  |

| 3 de diciembre, 21:45 | Defensor Sporting | 0:1 (0:0) | Cerro            | Estadio Charrúa, Montevideo |  |
|                       |                   |           | 58' Diego Coelho |                             |  |

| 30 de noviembre, 21:45 | Central Español | 0:0 | Racing | Estadio Charrúa, Montevideo |  |

| 3 de diciembre, 19:00 | Racing         | 1:1 (0:1) | Central Español       | Estadio Charrúa, Montevideo |  |
|                       | Alejo Cruz 54' |           | 30' Jairo Villalpando |                             |  |

- El resultado global fue empate 1:1, pero Racing avanza a la final debido a la ventaja deportiva generada por terminar en mejor posición en la tabla de posiciones.

### Final
| 6 de diciembre, 21:45 | Defensor Sporting                                           | 3:0 (1:0) | Racing | Estadio Charrúa, Montevideo |  |
|                       | Kevin Méndez 22' · Matías Abaldo 62' · Joaquín Valiente 86' |           |        |                             |  |

| 9 de diciembre, 20:30 | Racing | 0:0 | Defensor Sporting | Estadio Charrúa, Montevideo |  |

- Defensor Sporting ganó en el resultado global con un marcador de 3:0 y logró el tercer ascenso.

## Tabla del descenso
| Pos.                                          | Equipos               | PJ 2020 | PTS 2020 | PJ 2021 | PTS 2021 | PJ | PTS | DG  | PROM  |
| --------------------------------------------- | --------------------- | ------- | -------- | ------- | -------- | -- | --- | --- | ----- |
| 1.º                                           | Danubio               | —       | —        | 22      | 41       | 22 | 41  | +10 | 1,864 |
| 2.º                                           | Defensor Sporting     | —       | —        | 22      | 37       | 22 | 37  | +12 | 1,682 |
| 3.º                                           | Cerro                 | —       | —        | 22      | 37       | 22 | 37  | +6  | 1,682 |
| 4.º                                           | Racing                | 22      | 30       | 22      | 38       | 44 | 68  | +10 | 1,545 |
| 5.º                                           | Albion                | 22      | 22       | 22      | 44       | 44 | 66  | +7  | 1,500 |
| 6.º                                           | Juventud              | 22      | 32       | 22      | 29       | 44 | 61  | +7  | 1,386 |
| 7.º                                           | Central Español       | 22      | 27       | 22      | 33       | 44 | 60  | 0   | 1,364 |
| 8.º                                           | Rampla Juniors        | 22      | 32       | 22      | 21       | 44 | 53  | −15 | 1,205 |
| 9.º                                           | Uruguay Montevideo    | —       | —        | 22      | 25       | 22 | 25  | −6  | 1,136 |
| 10.º                                          | Atenas                | 22      | 24       | 22      | 24       | 44 | 48  | −3  | 1,091 |
| 11.º                                          | Villa Teresa (P), (D) | 22      | 26       | 22      | 18       | 44 | 44  | −25 | 1,000 |
| 12.º                                          | Rocha (D)             | 22      | 27       | 22      | 15       | 44 | 42  | −19 | 0,977 |
| Última actualización: 24 de noviembre de 2021 |                       |         |          |         |          |    |     |     |       |

|  | Disputa la Permanencia para el Campeonato Uruguayo de Segunda División 2022 |
|  | Desciende al Campeonato Uruguayo de Primera División Amateur 2022           |

## Repechaje
| 6 de diciembre, 19:00 | Villa Teresa                                       | 2:0 (1:0) | La Luz | Estadio Charrúa, Montevideo |  |
|                       | Juan Pablo Fagúndez 45' · Nicolás Ayala 70' (pen.) |           |        |                             |  |

| 11 de diciembre, 17:15 | La Luz                                                                                                   | 3:1 (3:1, 2:1) (t. s.)(3:2 p.) | Villa Teresa                                                                                       | Estadio Luis Franzini, Montevideo |  |
|                        | Guillermo Méndez 35' · Alejandro Siles 45' · Jonathan Píriz 90+12'                                       |                                | 3' Bryan Osores                                                                                    |                                   |  |
|                        | | Tiros desde el punto penal     | |                                   |  |
|                        | Sebastián Cardozo · Guillermo Méndez · Rodrigo Viera · Diego Martiñones · Jonathan Píriz · Andrés García |                                | Renzo Ramírez · Matheus Cuello · Ignacio Currais · Matías Almirón · Jorge Ayala · Gianni Rodríguez |                                   |  |

- La Luz ganó en el resultado global con un marcador de 3:3 (3:2 p.) y logró ascender a segunda para la siguiente temporada.

## Goleadores
| Jugador        | Club              | Goles | PJ | GPP  |
| -------------- | ----------------- | ----- | -- | ---- |
| Diego Coelho   | Cerro             | 11    | 24 | 0.46 |
| Diego Vera     | Defensor Sporting | 10    | 23 | 0.43 |
| Matías Britos  | Atenas            | 8     | 21 | 0.38 |
| Pablo González | Albion            | 8     | 22 | 0.36 |
| Alejo Cruz     | Racing            | 8     | 22 | 0.36 |

Fuente: Transfermarkt

## Récords
- Primer gol de la temporada: Mauro Fernández de Juventud vs. Villa Teresa (Fecha 1)
- Último gol de la temporada: Emiliano Tracchia de Central Español vs. Rampla Juniors (Fecha 22) (Fase regular)
- Mayor número de goles marcados en un partido:  7 goles (3–4) Central Español vs. Albion (Fecha 16)
- Mayor victoria local de la temporada: (4–0) Defensor Sporting vs. Central Español (Fecha 4)
- Mayor victoria visitante de la temporada: (0–5) Rampla Juniors vs. Defensor Sporting (Fecha 21)

## Distinciones individuales
La Asociación Uruguaya de Fútbol llevó a cabo el viernes 11 de marzo de 2022, previamente al sorteo del fixture de la temporada siguiente, premiaciones individuales a los más destacados futbolistas y entrenadores de la temporada 2021. 

### Premios AUF
Los premios AUF fueron determinados por encuesta consultando a los capitanes y entrenadores de los clubes participantes y un grupo de periodistas que da seguimiento habitual a la Segunda División Profesional.
| Premio                        | Ganador                 | Equipo             |
| ----------------------------- | ----------------------- | ------------------ |
| Mejor jugador de la temporada | Pablo González          | Albion             |
| Futbolista Revelación         | Matías Abaldo           | Defensor Sporting  |
| Mejor Director Técnico        | Darlyn Gayol            | Albion             |
| Goleador del campeonato       | Diego Coelho (11 goles) | Cerro              |
| Valla menos vencida           | Danubio (14 goles)      | Danubio (14 goles) |
| Premio Fair Play              | Atenas                  | Atenas             |

### Equipo ideal
El Equipo Técnico de la Asociación Uruguaya de Fútbol, a través de Premios AUF, definió el equipo ideal de la Segunda División Profesional. El director técnico seleccionado fue Darlyn Gayol de Albion. 
| Equipo Ideal 2021 | Equipo Ideal 2021    | Equipo Ideal 2021 |
| Pos.              | Futbolista           | Equipo            |
| ----------------- | -------------------- | ----------------- |
| Portero           | Washington Ortega    | Albion            |
| Defensa           | Leandro Zazpe        | Albion            |
| Defensa           | Sergio Rodríguez     | Danubio           |
| Defensa           | Facundo Mallo        | Defensor Sporting |
| Defensa           | Agustín Sant'Anna    | Defensor Sporting |
| Mediocampista     | Pablo González       | Albion            |
| Mediocampista     | Fernando Elizari     | Cerro             |
| Mediocampista     | Santiago Correa      | Albion            |
| Mediocampista     | Alejo Cruz           | Racing            |
| Delantero         | Maximiliano Callorda | Albion            |
| Delantero         | Diego Coelho         | Cerro             |